# Русский торгово-промышленный банк (Российская империя)
Русский торгово-промышленный банк (до 1907 года — Русский торгово-промышленный коммерческий банк) — один из крупнейших коммерческих банков дореволюционной России. Правление банка располагалось в Санкт-Петербурге.

## История
Учреждённый в декабре 1889 г. при участии французских банкирских домов Русский торгово-промышленный коммерческий банк (с 1907 г. Русский торгово-промышленный банк — РТПБ) открыл операции в июне 1890 г. одновременно в столице империи и Москве. В начале 1900-х годов, после банкротства и отъезда из России одного из учредителей С. П. Дервиза, активное участие в спасении банка от краха приняло Министерство финансов Российской империи, с согласия которого в 1912 г. значительный пакет акций этого учреждения был приобретен английским финансистом-спекулянтом Криспом. В 1915 г. во главе Русского торгово-промышленного банка стал известный российский государственный деятель, банкир и финансист А. В. Коншин, к которому перешёл и пакет акций Криспа.
К 1914 г. с балансом в 496,2 млн руб. и разветвленной сетью представительств (числом 111) по всей стране РТПБ входил в пятерку крупнейших коммерческих банков империи, возглавляемую Русско-Азиатским банком, величина активов которого составляла 834,9 млн руб. В сферу деятельности банка входило предоставление кредитов и ссуд, размещение ценных бумаг, а также финансирование промышленности, главным образом сахарного и цементного производства, а также металлургической, машиностроительной и некоторых других отраслей.
Здание Русского торгово-промышленного банка выстроенное в 1912—1914 гг. по проекту российского архитектора М. М. Перетятковича, ныне отнесенное к объектам культурного наследия России, располагается по адресу: Санкт-Петербург, ул. Большая Морская, дом 15.
После Октябрьской революции 1917 г. банк РТПБ в числе прочих российских финансово-коммерческих учреждений был национализирован.